# Lac de Calaita
Le lac de Calaita est un petit lac alpin d'origine naturelle situé dans la vallée du Lozen (vallée latérale de la vallée du Vanoi), dans l'est du Trentin, à 1 605 m d'altitude. Le lac est situé sur un large plateau qui tire le nom de campìgol del Doch de la malga homonyme surplombant le lac depuis le début du XXe siècle. 
Le lac fait partie du parc naturel de Paneveggio - Pale di San Martino.

## Faune
La faune piscicole comprend l'omble, le vairon, le rotengle et quelques spécimens d'omble chevalier. Il existe également de nombreuses espèces d'amphibiens, telles que des grenouilles, des crapauds, des tritons et des salamandres de diverses espèces. 
Autour de ce lac, il est possible d'observer plusieurs grands animaux typiques de l'arc alpin, tels que cerfs, chevreuils et chamois, mais également de petits mammifères et rongeurs tels que renards, blaireaux, marmottes, lièvres et écureuils. 
Selon la saison, les hérons cendrés habitent également l’été autour du lac, où ils trouvent une abondance de poissons. 

## Flore

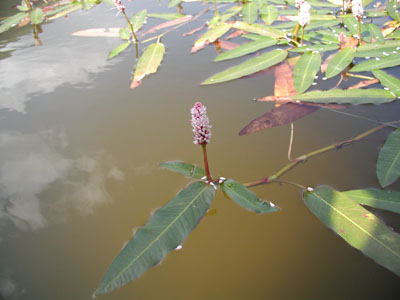
Polygone amphibie.

La végétation aquatique est principalement représentée par la gamme amphibie qui couvre près de 50 % des rives. Cette plante relativement commune dans les lacs alpins du Trentin a la particularité de pouvoir s'adapter aux périodes de sécheresse en passant d'une plante aquatique à une espèce terrestre. Sur les rives du lac, il existe de nombreuses plantes de pins pouvant pousser même sur des terrains rocheux. 

## Activités
Dans ce lac, il est possible de pêcher pendant la saison estivale (l’activité de pêche est gérée par l’Association des pêcheurs du Vanoi), tandis qu’en hiver, lorsque le lac est complètement recouvert de glace, il se prête bien aux sports d’hiver tels que le ski ski de fond et le patinage. 
Il existe également un point de restauration sur les rives du lac, à savoir le restaurant Miralago Calaita, ouvert pratiquement toute l'année pour fournir un point de soutien aux nombreux randonneurs de la région. 
C'est un point de départ pour des excursions à pied ou en VTT en été, en raquettes ou à ski alpin en hiver. En fait, il est possible de rejoindre San Martino di Castrozza en quelques heures ou les sommets de la chaîne du Lagorai (pic Folga, pic Scanaiol, pic Tognola, pic Valsorda, pic Arzòn) ou de petits lacs alpins qui sont nombreux à plus de 2 000 mètres. 

## Accès
Le lac se situe à 15 km de Fiera di Primiero et 12 km de Canal San Bovo. De Primiero, il est possible d'y accéder en suivant le passo Gobbera (SP79) ou en empruntant le tunnel rapide de Monte Totoga qui mène directement à Canal San Bovo (SP80). De là, il faut monter dans la vallée du Lozen jusqu'à atteindre le lac (SP79 puis SP239). 

### Articles externes
Site touristique de la vallée du Vanoi